# لويس ألبرتو مونزون
لويس ألبرتو مونزون (بالإسبانية: Luis Alberto Monzón) هو لاعب كرة قدم ومدرب كرة قدم باراغواياني في مركز الوسط، ولد في 26 مايو 1970 في أسونسيون في باراغواي. شارك مع منتخب باراغواي لكرة القدم. أما مع النوادي، فقد لعب مع أوليمبيا أسونسيون وكروز آزول ونادي ميلوناريوس وناسيونال أسونسيون وناسيونال مونتيفيديو وهوراكان.

## وصلات خارجية
- لويس ألبرتو مونزون على موقع الاتحاد الدولي (مؤرشف)  (الإنجليزية)
- لويس ألبرتو مونزون على موقع الاتحاد الأوربي (الإنجليزية)
- لويس ألبرتو مونزون على موقع قاعدة بيانات كرة القدم.إي يو (الإنجليزية)
- لويس ألبرتو مونزون على موقع ناشيونال فوتبول تيمز (الإنجليزية)